# Vidor Miklós

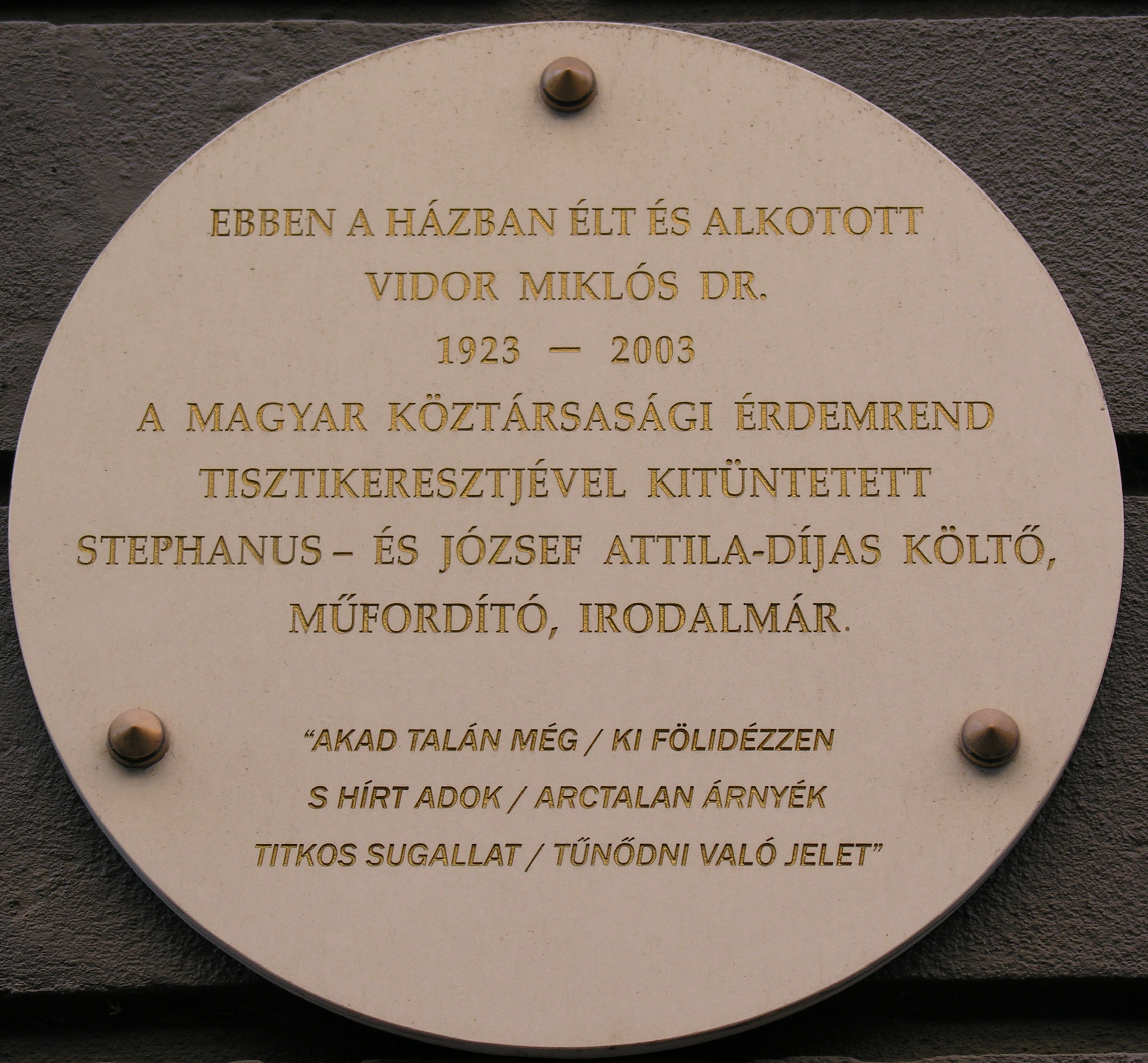
Vidor Miklós emléktáblája egykori lakhelyén, a Puskin utca 17. szám alatt

Vidor Miklós (Budapest, 1923. május 22. – Budapest, 2003. március 9.) József Attila-díjas (1955) magyar író, költő, műfordító.

## Élete
Vidor Miklós és Rosner Hermin gyermekeként született.
1947-ben német–magyar–esztétika szakos diplomát szerzett a Pázmány Péter Tudományegyetemen.
1946-tól a Sík Sándor által újraindított Vigiliában, az utóbbi 10 esztendőben az Új Ember hasábjain rendszeresen jelentek meg színvonalas versei, tanulmányai, tárcái és kisebb írásai. 1947-1949 között a fontos funkciót betöltő Magyar Művészeti Tanács titkáraként dolgozott mindaddig, amíg a kommunista diktatúra föl nem számolta ezt a közhasznú intézményt. 1950-től szabadfoglalkozású író. Pályáját az Újhold-nemzedék lírikusaként kezdte.
Regényeiben és novelláiban a szerelem, a házasság, a család ellentmondásait elemezte. Ifjúsági művei pszichológiai igényességgel ábrázolták a kamaszok életét.

## Magánélete
1972-ben házasságot kötött Buzás Jolánnal.

## Művei

### Versei
- Fölszáll a köd (1942)
- Határon (1947)
- Magánbeszéd (1957)
- Lakatlan évszak (1966)
- Sárkányok alkonya (1975)
- Cinkefütty (1982)
- A viszontlátás (1986)
- Szigetvilág. Új és válogatott versek; Liget Műhely Alapítvány, Bp., 1993 (Liget könyvek)

### Regényei
- Budai Nagy Antal (1952)
- Szökőár (1954)
- Kék korlát (1955)
- Karnevál a Kilimandzsáróban (1956)
- Idegenek (1958)
- Galambposta (1961)
- Vasárnap döntő (1964)
- Gyalog a sakktáblán (1968)
- Dupla vagy semmi (1969)
- Sebesültek (1973)
- A kihívás (1975)
- Ketten a hegyen (1979)
- Bírd egy nappal tovább (1981)
- Kökörcsin, a király bolondja (1982)
- Kolompoló (1986)
- A hátvéd halála és föltámadása (1991)
- Fiúk és apák. Regény (Szt. István Társulat, Bp., 2002)

### Elbeszélései
- Hazugság (1953)
- Színjátszók (1953)
- Baucis vendégei (1963)
- Önkéntes hajótöröttek (1974)
- A kirakat rendezés alatt (1976)
- Zászlós mandolinnal (1981)
- A zsákos ember (1981)
- Piros hajú törpe törpe. Történetek, mesék, versek könyve; Egyházfórum, Bp., 2002 (Egyházfórum gyermekkönyvei)

### Drámái
- Az utolsó sereg (1953)

## Műfordításai
- Albert Maltz: Ember az országúton (1952)
- Amerikai elbeszélők (1953)
- N. Lenau: Faust (1962)
- G. Trakl: Költemények (1959)
- Rilke: Történetek a Jóistenről (1991)

## Díjai
- József Attila-díj (1955)
- A Móra Könyvkiadó Nívódíja (1979)
- A Munka Érdemrend arany fokozata (1980)
- A Művészeti Alap Irodalmi Díja (1982)
- A Magyar Köztársasági Érdemrend tisztikeresztje (1993)